# Bootsie Barnes
Robert 'Bootsie' Barnes (Philadelphia, 27 november 1937 - Wynnewood, Pennsylvania, 22 april 2020)  was een Amerikaanse jazzsaxofonist.

## Biografie
Barnes groeide op in een muzikale familie. Zijn vader was trompettist in Bill Doggetts bigband, zijn nicht was 26 jaar lang saxofoniste en klarinettiste in de band van Duke Ellington. Barnes had op 6-jarige leeftijd pianoles, wisselde op 10-jarige leeftijd naar de drums en op de school in Graterford, waar hij vanaf 16-jarige leeftijd een jazzstudie voltooide, naar de saxofoon. Daar waren o.a. Lex Humphries, Bill Cosby, Tootie Heath, Spanky DeBrest en Lee Morgan zijn medeleerlingen. Een belangrijke docent in deze tijd was de artist in residence Freddy Lacey.
Daarna trad hij op in alle belangrijke jazzclubs in Philadelphia en van 1971 tot 1974 was hij Assistant Secretary van Jimmy Adams Local 274 American Federation of Musicians (later Clef Club of the Performing Arts). Hij werkte o.a. met Shirley Scott, Jimmy Smith, Don Patterson, Jimmy McGriff, Jack McDuff, Charles Earland, Trudy Pitts, Poppa John en Joey DeFrancesco, Philly Joe Jones en Al Grey.
Eind jaren 1980 toerde hij met Bill Cosby en was hij te gast in de Bill Cosby Show. In 2001 trad hij met Cosby op tijdens het Playboy Jazz Festival en het Newport Jazz Festival. Hij ondernam tournees door de Verenigde Staten, Canada en Europa. Hij nam vier albums op als orkestleider met zijn eigen kwartet resp. kwintet.
Barnes overleed door het coronavirus op 82-jarige leeftijd.

## Onderscheidingen
Hij werd o.a. onderscheiden met de Marjorie Dockery Volunteer Award en de Greater Jamaica Development Corporation Award.

## Discografie
- ????: Been Here All Along
- ????: Hello
- ????: You Leave Me Breathless
- 2003: Boppin' Round the Center, 2003

- Gemeinsame Normdatei: 135428696
- International Standard Name Identifier: 0000 0000 5637 8652
- Library of Congress Control Number: no00059051
- MusicBrainz: 3691818e-34c3-458f-8b82-d05312898f3f
- Virtual International Authority File: 80178203
- WorldCat: E39PBJfrRxwtFqdfVpFHBY9VYP